# Roue de Mayence
 (novembre 2023).
Si vous disposez d'ouvrages ou d'articles de référence ou si vous connaissez des sites web de qualité traitant du thème abordé ici, merci de compléter l'article en donnant les références utiles à sa vérifiabilité et en les liant à la section « Notes et références ».

Armoiries de la ville de Mayence, représentant deux roues à six rayons reliées par une croix.

La roue de Mayence (en allemand : Mainzer Rad) est un symbole héraldique représentant une roue d'argent à six rayons sur un fond rouge. Initialement présente sur les armoiries de l'archevêché et de l'Électorat de Mayence, la roue s'est disséminée sur un certain nombre d'armoiries de la région de Rhénanie-Palatinat et des environs. Actuellement, les armoiries de la ville de Mayence consistent en une double roue reliée par une croix d'argent.

## Origine

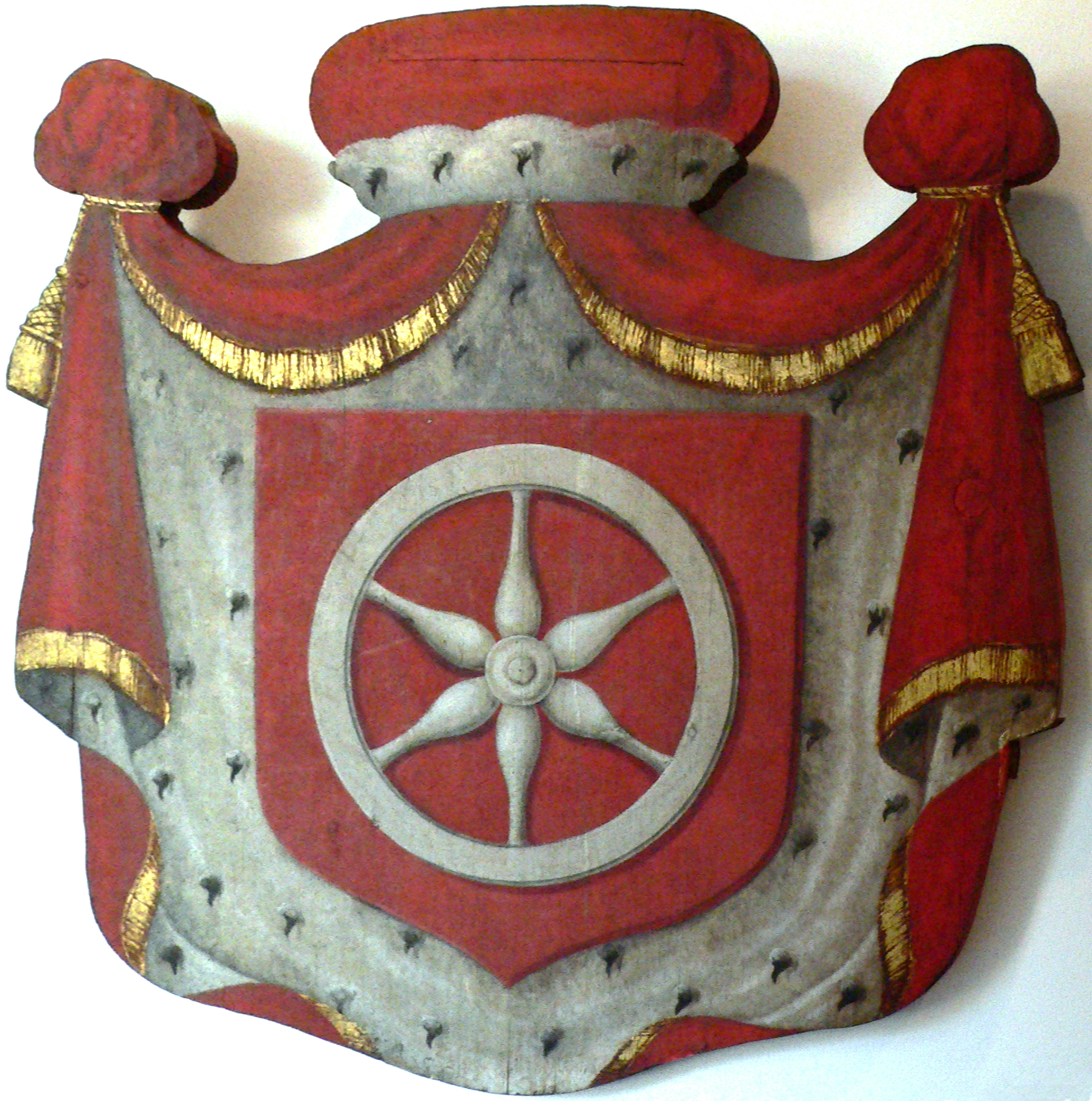
Armorial de l'Électorat de Mayence, milieu du XVIIIe siècle (huile sur bois gravé).

L'origine de la roue de Mayence n'est pas connue. Une théorie la fait remonter à l'évêque Willigis, élu archevêque de Mayence en 975. Selon une légende rapportée par les frères Grimm, ses ancêtres étaient charrons et ses adversaires le méprisaient pour sa basse extraction, dessinant des roues sur les murs et les portes de sa résidence. Willigis en fit ses couleurs personnelles. Cette théorie n'est cependant pas prouvée.
Il est possible que la roue fasse référence à Martin de Tours, patron de la ville et de sa cathédrale. Des inscriptions du début du XIVe siècle le décrivent avec les deux roues.
La plupart des archevêques de Mayences utilisaient la roue pour les premier et troisième champs de leurs armoiries, réservant les deux autres pour celles de leur famille.

## Dissémination

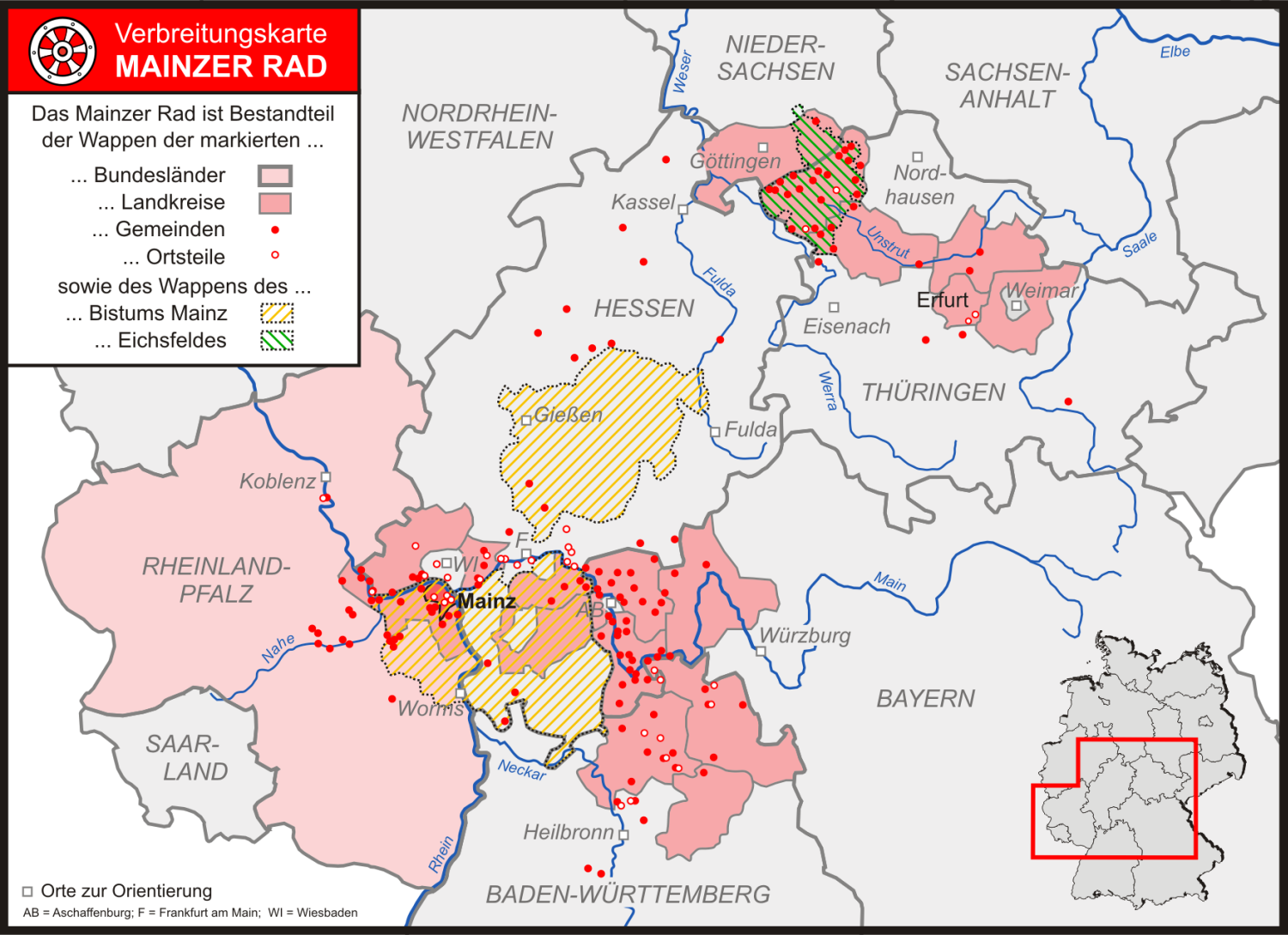
Présence de la roue de Mayence sur les armoiries du centre de l'Allemagne (2007).

Jusqu'à sa disparition en 1803, l'Électorat de Mayence exerce son pouvoir sur un vaste territoire. En conséquence, la roue de Mayence est un symbole reconnu et répandu dans la région. Elle apparait dans de nombreuses armoiries de villes appartenant à l'église collégiale, comme Erfurt.
Actuellement, la roue de Mayence est présente sur les armoiries de plus d'une centaine de villes, de près d'une vingtaine d'arrondissements et de celles du Land de Rhénanie-Palatinat lui-même.